# Grypotyphlops acutus

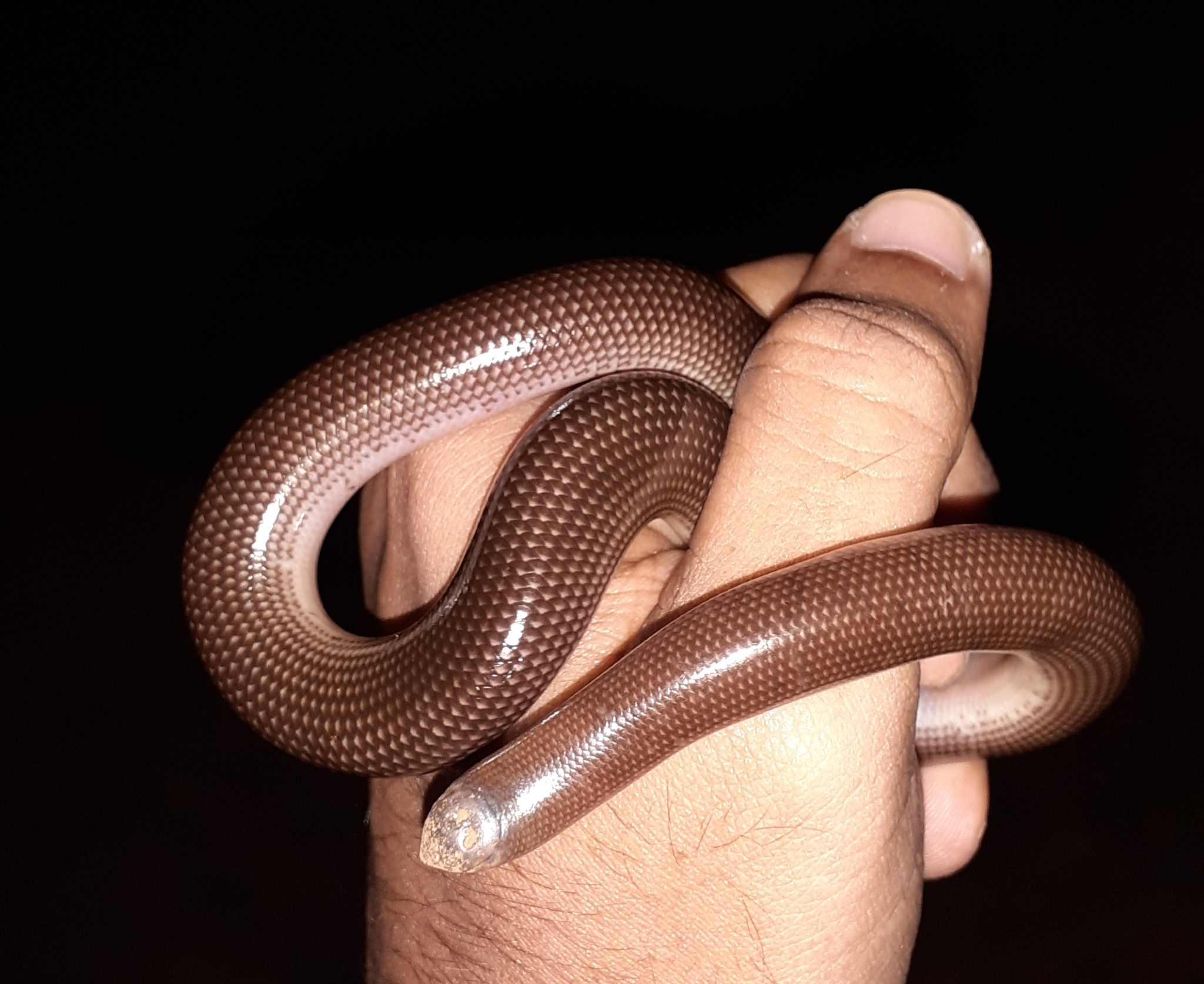

Grypotyphlops acutus är en ormart som beskrevs av Duméril och Bibron 1844. Grypotyphlops acutus är ensam i släktet Grypotyphlops som ingår i familjen maskormar. Inga underarter finns listade i Catalogue of Life.
Arten förekommer i Indien, ungefär från staden Nagpur till landets södra spets. Den lever i låglandet och i kulliga områden upp till 700 meter över havet. Denna orm kan anpassa sig till nästan alla fuktiga och torra habitat i regionen. Den gömmer sig i lövskiktet, under döda träd eller under stenar. Födan utgörs av myrornas larver samt av andra insekter utan hårt skal. Honor lägger ägg.
För beståndet är inga hot kända. IUCN listar arten som livskraftig (LC).